# Ugonna Anyora
Ugonna Anyora (Enugu, 29 aprile 1991) è un ex calciatore nigeriano, di ruolo centrocampista.

## Carriera

### Club

#### Haugesund
Anyora ha iniziato la carriera professionistica con la maglia dell'Haugesund. Ha debuttato nell'Eliteserien in data 8 agosto 2010, sostituendo Tor Arne Andreassen nella vittoria per 2-0 contro il Vålerenga. Si è svincolato al termine del campionato 2014.

#### Hønefoss
Il 18 febbraio 2015 ha firmato un contratto biennale con l'Hønefoss, formazione appena retrocessa nella 1. divisjon. Ha scelto di vestire la maglia numero 31. Ha esordito in squadra il 6 aprile successivo, schierato titolare nella sconfitta per 4-0 contro il Follo. Il 27 aprile ha realizzato la prima rete, nella vittoria per 2-0 sul Fredrikstad.
Il 25 ottobre 2015, al termine della 29ª giornata di campionato, la sua squadra è matematicamente retrocessa in 2. divisjon, con un turno d'anticipo sulla fine della stagione. Anyora ha chiuso la stagione a quota 22 presenze e 3 reti. Il 2 novembre 2015, l'Hønefoss e Anyora hanno raggiunto un accordo per rescindere il contratto con un anno prima della naturale scadenza.

#### Assyriska
Il 25 marzo 2016, libero da vincoli contrattuali, ha firmato per l'Assyriska, compagine svedese militante in Superettan.

### Nazionale
Il 5 ottobre 2014 è stato convocato dal commissario tecnico Stephen Keshi per la partita che la Nigeria avrebbe giocato contro il Sudan e valida per le qualificazioni alla Coppa delle Nazioni Africane 2015. Anyora non è stato però impiegato nel corso della partita.

## Statistiche

### Presenze e reti nei club
Statistiche aggiornate al 1º gennaio 2017.
| Stagione         | Club             | Campionato       | Campionato | Campionato | Coppe nazionali | Coppe nazionali | Coppe nazionali | Coppe continentali | Coppe continentali | Coppe continentali | Supercoppe | Supercoppe | Supercoppe | Totale | Totale |
| Stagione         | Club             | Comp             | Pres       | Reti       | Comp            | Pres            | Reti            | Comp               | Pres               | Reti               | Comp       | Pres       | Reti       | Pres   | Reti   |
| ---------------- | ---------------- | ---------------- | ---------- | ---------- | --------------- | --------------- | --------------- | ------------------ | ------------------ | ------------------ | ---------- | ---------- | ---------- | ------ | ------ |
| 2010             | Haugesund        | ES               | 2          | 0          | CN              | 0               | 0               | -                  | -                  | -                  | -          | -          | -          | 2      | 0      |
| 2011             | Haugesund        | ES               | 25         | 0          | CN              | 3               | 1               | -                  | -                  | -                  | -          | -          | -          | 28     | 1      |
| 2012             | Haugesund        | ES               | 22         | 0          | CN              | 3               | 2               | -                  | -                  | -                  | -          | -          | -          | 28     | 1      |
| 2013             | Haugesund        | ES               | 20         | 0          | CN              | 5               | 2               | -                  | -                  | -                  | -          | -          | -          | 25     | 2      |
| 2014             | Haugesund        | ES               | 17         | 0          | CN              | 4               | 0               | UEL                | 3                  | 0                  | -          | -          | -          | 24     | 0      |
| Totale Haugesund | Totale Haugesund | Totale Haugesund | 86         | 0          |                 | 15              | 5               |                    | 3                  | 0                  |            | -          | -          | 104    | 5      |
| 2015             | Hønefoss         | 1D               | 22         | 3          | CN              | 0               | 0               | -                  | -                  | -                  | -          | -          | -          | 22     | 3      |
| 2016             | Assyriska        | S                | 16         | 0          | -               | -               | -               | -                  | -                  | -                  | -          | -          | -          | 16     | 0      |
| Totale           | Totale           | Totale           | 124        | 3          |                 | 15              | 5               |                    | 3                  | 0                  |            | -          | -          | 142    | 8      |